# 永兴县
永兴县是中国湖南省郴州市下辖县。全境处南岭山脉北麓；区域总面积为1,979.4平平方公里，位居全省县市的第50位；常住人口53.85万人。县人民政府驻便江镇。

## 历史
西汉高祖五年（前202年），始置便县，以境内便江得名，属桂阳郡。南北朝宋永初元年（420年），便县并入郴县，隶属桂阳郡；陈永定三年（559年）复置便县，隶湘州桂阳郡。隋朝开皇九年（589年），便县再次并入郴县。唐朝开元十三年（725年），郴州刺史赵瑾奏准，析郴县北四乡置安陵县，属江南道桂郡；开宝元年（742年）改为高亭县，属江南西道郴州桂阳郡。宋朝熙宁六年（1073年），按郴州太守李士燮建议改为永兴县，隶属荆湖南路郴州军。

## 人口
根據第七次人口普查數據，截至2020年11月1日零時，永興縣常住人口538532人。
2010年，全县常住人口572,960人（2010年），居全省第45位；年末户籍人口66.42万人（2011年）。

## 经济
2011年，全县GDP总量188.8亿元（居18位(2010)），人均32,956元（居10位(2010)）；全年总财政收入14.17亿元，其中地方一般预算收入10.85亿元。农村居民人均纯收入8,174元，城镇居民人均可支配收入17,523元。

## 行政区划
永兴县下辖2个街道办事处、10个镇、4个乡：
便江街道、湘阴渡街道、马田镇、金龟镇、柏林镇、鲤鱼塘镇、悦来镇、黄泥镇、樟树镇、太和镇、油麻镇、高亭司镇、洋塘乡、大布江乡、龙形市乡和七甲乡。
永兴县在2012年4月乡级区划调整前，下辖8镇17乡共计25个乡镇，此外有一单列的开发区。2012年4月，将其中7个乡镇进行撤并为3镇；调整后全县共有8镇13乡共计21个乡镇。
| 永兴县2012年乡级行政区划调整 |       |             |                                        |        |      |          |
| 区划名称                     | 面积  | 人口 (万人) | 调整变更                               | 行政村 | 社区 | 驻地     |
| 便江镇                       | 186.9 | 9.67        | 将城关镇、城郊乡、碧塘乡成建制合并设立 | 26     | 9    | 永兴大道 |
| 鲤鱼塘镇                     | 209.5 | 3.22        | 鲤鱼塘镇、千冲乡成建制合并             | 27     | 1    | 鲤鱼塘   |
| 柏林镇                       | 195.9 | 5.06        | 将柏林镇、洞口乡成建制合并             | 32     | 2    | 柏林圩   |

## 政治

### 现任领导
| 机构     | 永兴县人民政府 县长 | · 中国共产党 · 永兴县委员会 · 书记 | 永兴县人民代表大会 常务委员会 主任 | · 中国人民政治协商会议 · 永兴县委员会 · 主席 |
| -------- | ------------------- | ---------------------------------- | ---------------------------------- | -------------------------------------------- |
| 姓名     | 宾心华              | 刘朝晖                             | 王梅                               | 李玲华                                       |
| 民族     | 汉族                | 汉族                               | 汉族                               | 汉族                                         |
| 出生地   | 湖南省衡山县        | 湖南省攸县                         | 安徽省凤台县                       | 湖南省耒阳市                                 |
| 出生日期 | 1981年6月（43歲）   | 1974年2月（51歲）                  | 1969年9月（55歲）                  | 1969年8月（55歲）                            |
| 就任日期 | 2021年6月           | 2021年5月                          | 2021年7月                          | 2021年7月                                    |